# 所罗门的审判 (弗兰斯·弗洛里斯)
《所罗门的审判》是佛兰芒画家弗兰斯·弗洛里斯的一幅油画，绘制于约1547年，画家从意大利旅行回来后。现藏于安特卫普皇家安特卫普美术馆。
画作描绘圣经故事所罗门的审判：两个女人都自称是孩子的母亲，上告到以色列王所罗门那里。所罗门下令要将婴儿一分为二，两人各分一半，藉此判定兩人身份的真偽。最終他認為同意把活着的孩子送给對方以保全孩子性命者，才是真正的母亲；而同意将孩子一分为二者不是。